# Chat viverrin
Prionailurus viverrinus
Pour les articles homonymes, voir Chat (animal) et Pêcheur (homonymie).
Espèce
Statut de conservation UICN

 VU A2cd+3cd+4cd : Vulnérable
Statut CITES
Le Chat viverrin (Prionailurus viverrinus), aussi appelé Chat pêcheur, est une espèce de félins. Félin de taille moyenne au dimorphisme sexuel marqué, le Chat pêcheur est adapté à la chasse en milieu aquatique avec son corps ramassé, sa queue petite et épaisse, son crâne allongé aux petites oreilles implantées en arrière de la tête, ses pattes palmées aux griffes semi-rétractiles.
Le Chat pêcheur est un prédateur solitaire et territorial, chassant essentiellement des poissons et des crustacés mais sachant également se rabattre sur les mammifères de taille moyenne, les oiseaux et les insectes. La femelle élève seule ses petits jusqu'à l'âge de dix mois.
Habitant des zones humides (lacs, cours d'eau ou mangroves) de l'Asie du Sud-Est, le Chat pêcheur est menacé par l'expansion de l'urbanisation et de l'agriculture qui détruit ou modifie son habitat naturel. L'Union internationale pour la conservation de la nature considère l'espèce comme « vulnérable » (VU). Sa population a diminué de 30 % en quinze ans (2004-2019).

## Dénomination
Le Chat pêcheur est également appelé « Chat viverrin » en raison de son apparence rappelant un viverriné, le nom scientifique viverrinus est directement tiré de cette caractéristique.
Il existe un autre petit carnivore appelé, entre autres noms, « chat pêcheur », la martre de Pennant, vivant au Canada et au nord des Etats Unis, qui appartient à la famille des mustélidés.

## Description

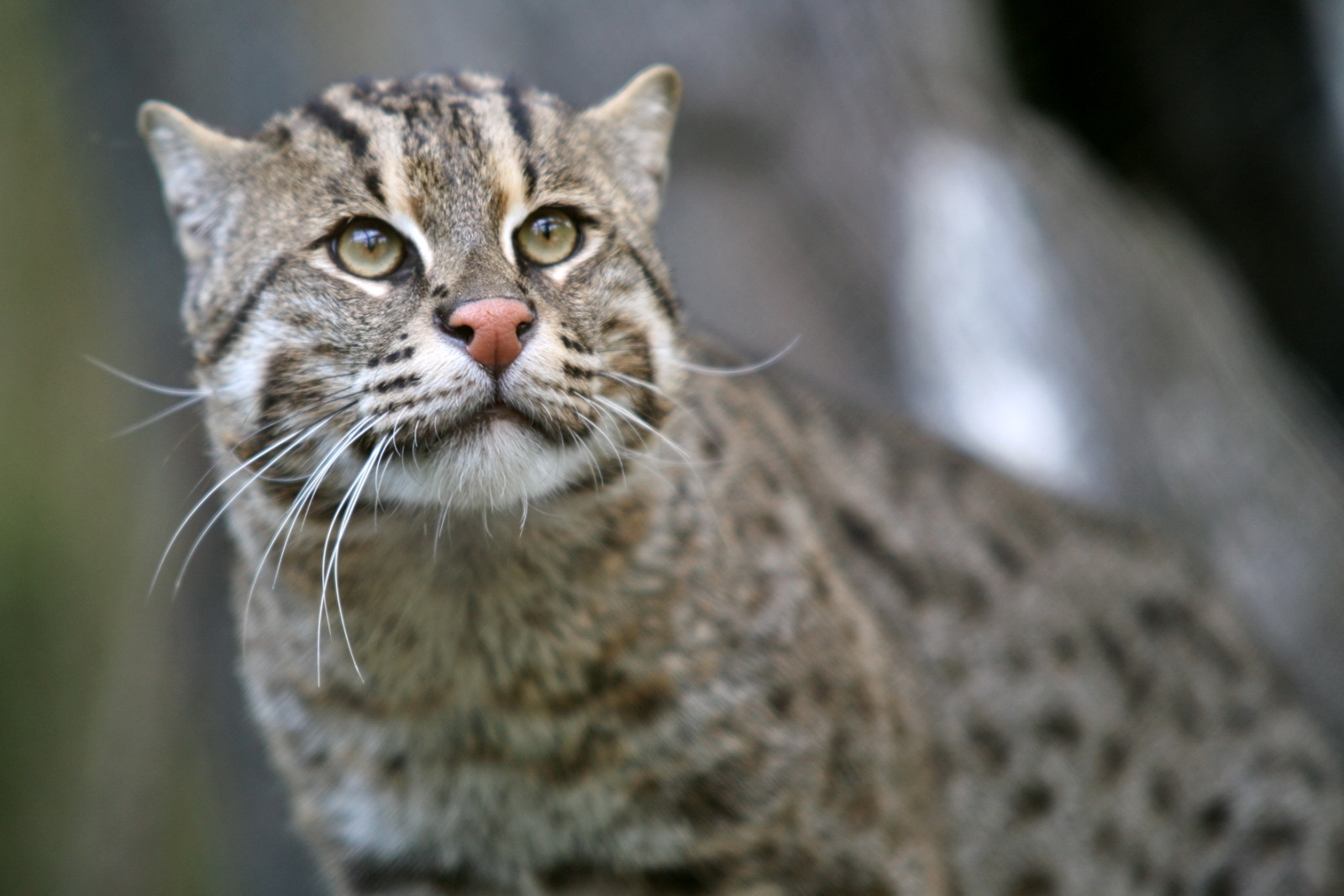
Portrait d'un Chat pêcheur. Les marques faciales sont bien visibles.

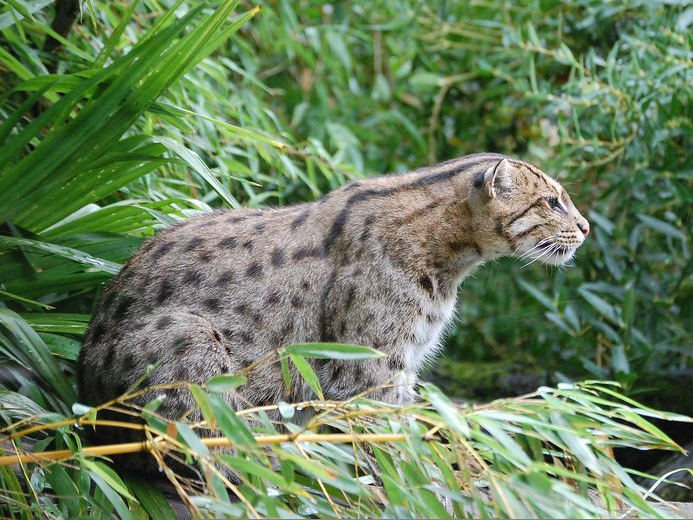
Le Chat pêcheur porte des rayures sur l'échine et des taches ovales noires sur le reste du corps. La tête est allongée, avec des petites oreilles implantées en arrière du crâne.

Le Chat pêcheur mesure de 30 à 35 cm de hauteur au garrot. La longueur de la tête et du corps varie de 75 à 86 cm (de 57 à 115 cm selon certaines sources) tandis que la longueur de la queue est de 23 à 33 cm. Ce félin de taille moyenne pèse entre 11 et 12 kg pour les mâles et 6 à 7 kg pour les femelles.
Ce félin est d'apparence ramassée avec des pattes courtes partiellement palmées sur les membres antérieurs, une large tête assez allongée, une queue courte et épaisse, représentant un quart à un tiers de la longueur totale du félin et qui lui sert probablement de gouvernail dans l'eau. Les petites oreilles sont placées bien à l'arrière du crâne, elles sont de forme arrondie et le revers porte une tache ovale de couleur blanche. La morphologie de sa denture ne révèle pas une adaptation à un régime alimentaire composé uniquement de poissons.
Le pelage est gris olive marqué de rayures et de taches. Des lignes noires parcourent l'échine du sommet des yeux jusqu'à la queue. Sur le front, les lignes verticales sont au nombre de sept à huit. Des grosses taches de forme ovale entièrement noires parsèment tout le corps, y compris le ventre de couleur blanche. Sur les flancs, les taches sont disposées en alignement horizontal. La queue est annelée de noir. Les griffes ne sont que partiellement rétractiles. La fourrure est protégée de l'eau par un sous-poil court, dense et imperméable et qui se hérisse comme des piquants lorsque le poil est mouillé.

### Confusion avec d'autres félins
Sur son aire de répartition, il peut éventuellement être confondu avec le Chat à tête plate, qui est un autre félin pêcheur, au comportement similaire. Le Chat pêcheur est cependant deux fois plus gros, son pelage est tout à fait différent de celui du Chat à tête plate qui est uni et ne se rencontre qu'en Malaisie et sur les îles de Sumatra et Bornéo.

## Comportement

### Structure sociale et territoriale
Le Chat pêcheur a la réputation d'être féroce et de pouvoir tuer des léopards deux fois plus gros que lui. Bien que ses mœurs soient essentiellement diurnes, c'est un félin considéré comme difficile à observer dans la nature. Le Chat pêcheur est un félin solitaire. Au Népal, la superficie du territoire est d'environ 22 km2 pour le mâle et 4 à 8 km2 pour les femelles.
Les rencontres entre individus sont rares en dehors des périodes de reproduction ou lors de l'établissement de son territoire. En 2017, une observation rare d'une confrontation entre un mâle et une femelle en dehors de ces périodes est décrite dans les mangroves du Godavari. La femelle est surprise par un mâle alors qu'elle est en quête de nourriture : le combat s'engage immédiatement et les félins, frappant et sifflant, roulent vers des vasières à découvert. Le mâle et la femelle enchaînent sur une posture agressive de surveillance mutuelle. Le mâle relève la tête vers un flanc de la femelle, qui, au contraire, adopte une position plus ramassée, sa tête et son corps étant plus basses que celles du mâle. Le poil de l'épine dorsale est hérissé. La femelle émet des grondements de basse fréquence. Cette première séquence dure 22 secondes.

### Alimentation

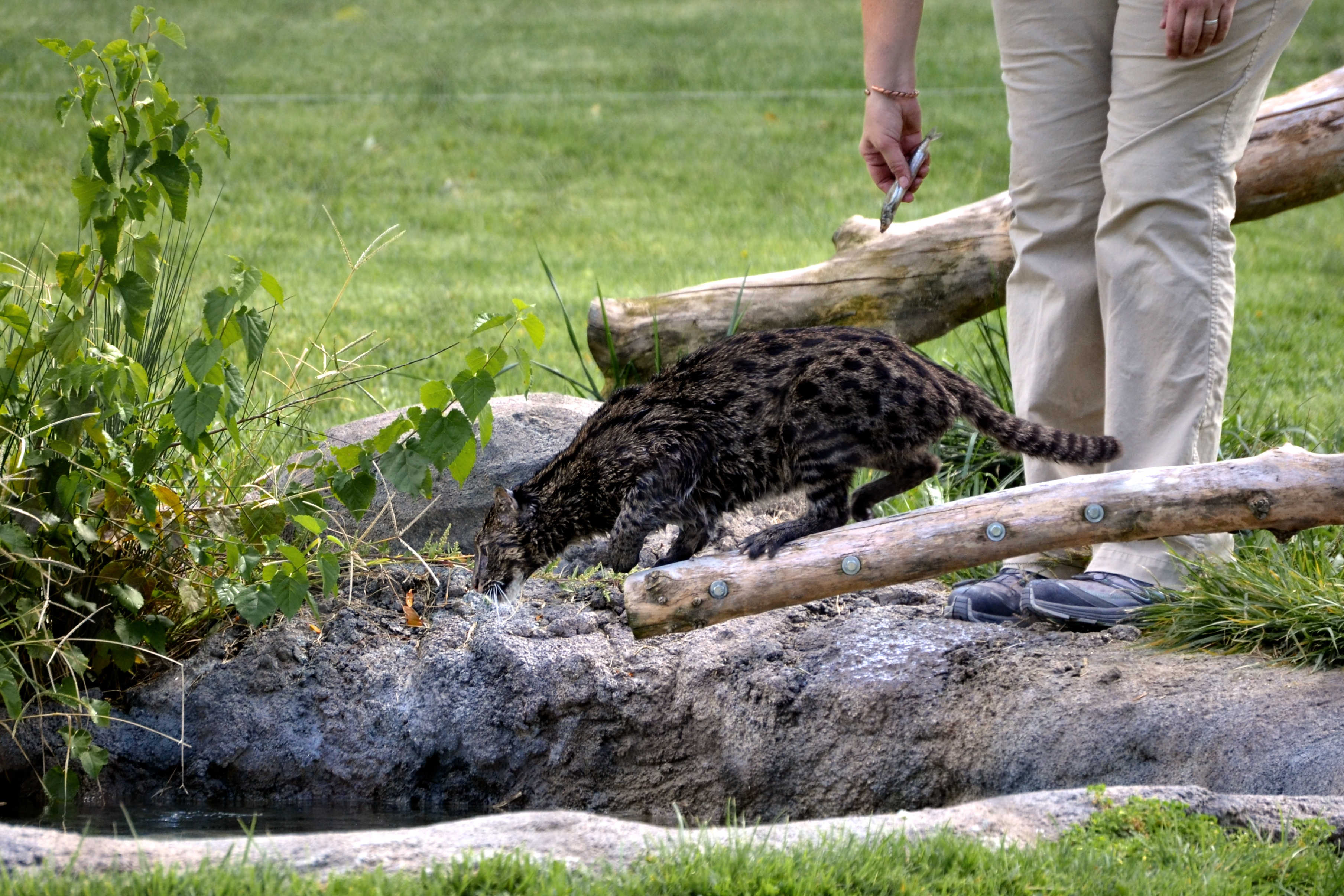
Un Chat pêcheur en démonstration de pêche au zoo de Cincinnati.

Le Chat pêcheur chasse dans les zones humides en pataugeant dans l'eau ou en nageant. La technique de chasse privilégiée est un affût patient à la surface de l'eau suivi d'un plongeon dans l'eau (ou simplement d'un coup de patte) pour capturer le poisson et le remonter sur la rive pour le manger, : l'attente peut durer plusieurs heures durant lesquelles le félin est parfaitement immobile hormis ses oreilles qui surveillent les sons alentour. Il peut également attendre que l'action de la marée laisse à sa portée crustacés et poissons piégés dans des trous d'eau. Dans le delta du Godavari, les observations suggèrent que le félin est plus actif à marée basse. Il nage très bien et traverse souvent des cours d'eau très larges. Il a été observé capturant des canards au Pakistan en les saisissant sous l'eau par les pattes,.
Son régime alimentaire inclut majoritairement des poissons, des amphibiens (grenouilles et crapauds), des crustacés. Sa dentition démontre qu'il n'est pas entièrement spécialisé pour se nourrir de poissons et de crustacés et son alimentation se compose également de petits mammifères, notamment de rongeurs, d'oiseaux — comme le Crabier de Gray (Ardeola grayii) — et de serpents — tel Cerberus rynchops —. Il peut s'en prendre aux volailles, au petit bétail et aux animaux domestiques : chèvres, veaux et chiens. Il est occasionnellement charognard. L'étude des fèces dans le parc national de Keoladeo a montré que le poisson compose 76 % de son alimentation, suivi des oiseaux (27 %), des insectes (13 %) et des rongeurs (9 %).

### Vocalisations
Le cri principal du Chat pêcheur est composé d'une séquence régulière de sons rauques comparés à des aboiements. L'attaque commence par un « aah » ou un « ow » plus aigu, qui peut être répétée plusieurs fois avant les « aboiements ». Variant en longueur comme en fréquence de répétition, pouvant même ressembler à un miaulement, le cri est différent pour le mâle, dont la sonorité est plus profonde et bourrue que celui de la femelle, plus aigu.

### Cycle de vie

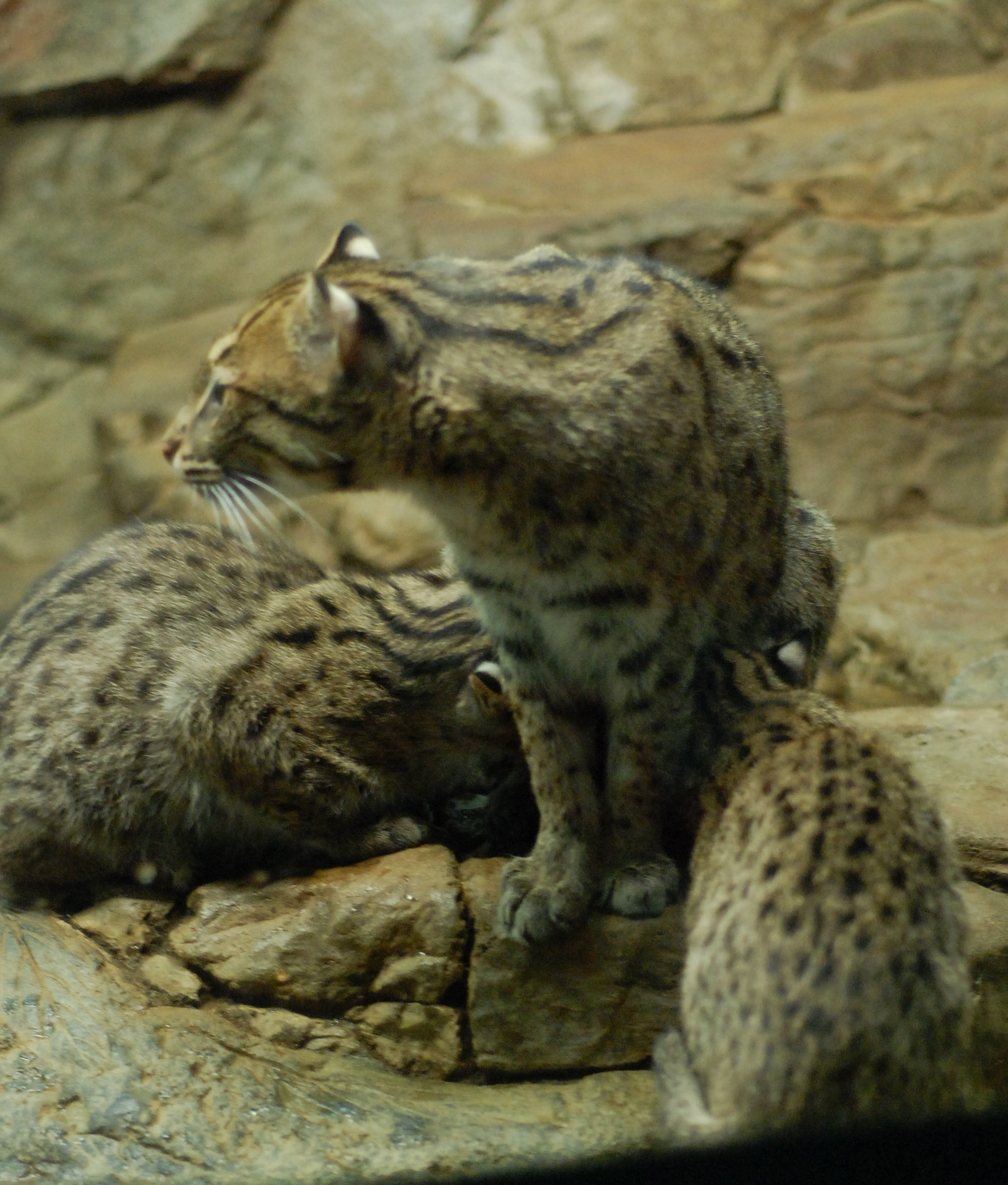
La femelle donne naissance à deux petits en moyenne qu'elle allaite jusqu'à l'âge de quatre à six mois. Ici, une femelle du zoo de Cincinnati.

Les mâles et les femelles ne se rencontrent que pour l'accouplement durant les mois de janvier et de février. Après 63 à 68 jours de gestation, les femelles mettent au monde de 1 à 4 petits (deux petits en moyenne) dans une tanière qui peut être une cavité rocheuse, un tunnel au milieu des roseaux ou un arbre mort. À la naissance, les jeunes pèsent environ 170 g, les yeux ne s'ouvrent qu'à partir de 16 jours. Les chatons aiment jouer dans l'eau peu profonde. Ils goûtent à la viande vers 53 jours et sont sevrés à l'âge de quatre à six mois. Le départ des jeunes hors du territoire de la mère survient vers 10 mois. La maturité sexuelle survient vers 18 mois.
La longévité est de 12 ans en moyenne en captivité.

## Chorologie

### Habitat et répartition

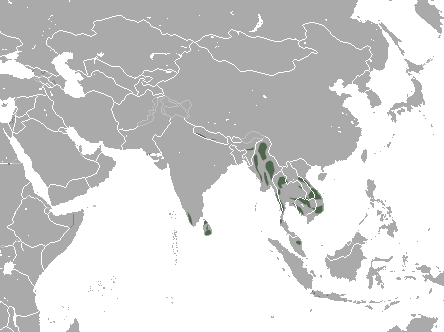
Aire de répartition du Chat pêcheur selon l'UICN en 2010.

Le Chat pêcheur est un habitant des zones humides : marécages, marais, lacs, cours d'eau lents ou stagnants (estuaires, bras mort), roselières et mangroves. Il a besoin d'une végétation abondante et évite généralement les torrents et zones d'eau courante. Des observations ont été rapportées de l'Himalaya jusqu'à 1 500 m d'altitude.
Le Chat pêcheur vit en Asie du Sud-Est, du Terraï au nord de la péninsule Malaise. Il occupe les îles du Sri Lanka, de Java et peut-être de Sumatra. Son aire de répartition couvre les pays suivants : le Bangladesh, le Bhoutan, la Birmanie, le Cambodge, l'Inde, l'Indonésie, le Laos, le Népal, le Pakistan, le Sri Lanka, la Thaïlande et le Viêt Nam. Il a par erreur été considéré comme présent à Taïwan.
Cette aire de répartition très vaste ne doit pas faire oublier que ce félin ne vit que près de l'eau, ce qui réduit et fragmente considérablement l'occupation réelle. Au Pakistan, une poignée de ce félin en aval de l'Indus est signalée dans le courant des années 1970, mais aucune autre observation n'a été reportée depuis. En Inde, le Chat pêcheur est présent sur une grande partie du territoire, mais de façon très fragmentée. L'espèce était présente dans le parc national de Keoladeo et dans le Bharatpur en général, mais est considérée en 2007 comme espèce extirpée. Elle est localement présente près des bassins de pisciculture de Calcutta, dans les mangroves de Kerala et des Sundarbans et peut-être dans l'Umred, près de Nagpur dans le centre de l'Inde. Dans l'Andhra Pradesh, le Chat pêcheur est présent dans les mangroves de la Krishna. Sa présence est confirmée en 2013 dans la réserve de tigres de Ranthambhore et en 2017 dans le parc national de Bandhavgarh. L'espèce est localement abondante dans le Terraï, à la frontière entre l'Inde et le Bangladesh. Au Sri Lanka, le Chat pêcheur occupe apparemment toute l'île, un sujet a même été observé nageant dans les zones d'habitat dégradé près de Colombo, la capitale.
Le Chat pêcheur est présent dans les deltas des fleuves Salouen et Irrawaddy en Birmanie et du Mékong au Cambodge. Pour l'île de Java, il occupe essentiellement les régions côtières. La présence sur l'île de Sumatra reste encore à confirmer.  

### Menaces
Précédemment considéré comme « quasi menacé » (1996) puis « vulnérable » en 2002, le Chat pêcheur est classé en 2008 parmi les espèces « en danger d'extinction » (EN) sur la liste rouge de l'UICN, principalement en raison de la destruction de son habitat. En 2016, le classement est à nouveau modifié en vulnérable parce que la recherche scientifique a permis de mettre en évidence que son aire de répartition était plus étendue qu'initialement envisagée : l'amélioration de sa classification UICN reflète le manque de connaissances sur cette espèce plutôt qu'une amélioration de ses conditions de préservation.
94 % des zones humides de grande ampleur et 45 % des zones humides protégées sont considérées comme menacées en Asie du Sud-Est. La menace principale pesant sur l'espèce est la destruction ou la modification des zones humides par l'urbanisation ou le drainage, la pollution des eaux et la pêche, la chasse et la coupe des arbres excessives. En Inde, le piégeage indiscriminé des nuisibles par collet ou appâts empoisonnés est l'une des causes majeures de sa disparition avec la perte de son habitat. La réduction des ressources halieutiques par la surpêche est une menace supplémentaire pesant sur l'espèce. La chair du Chat pêcheur est localement consommée. Il peut être tué pour alimenter le marché des fourrures, ou parce qu'il est considéré comme un concurrent par les pêcheurs.
Une chute de 50 % de la population est suspectée sur les 18 années (trois générations) antérieures à 2007 et un déclin similaire est fortement probable durant les 18 prochaines années si aucun effort de préservation des zones humides n'est entrepris entretemps.
Entre les années 1990 et 2000, les efforts de recherche se sont accrus sur ses écosystèmes, et dans le même temps, peu de données sur le Chat pêcheur dans la nature ont pu être recueillies. En Thaïlande, une campagne intensive de pièges photographiques n'a permis d'observer aucun Chat pêcheur. L'espèce est considérée comme disparue du Bharatpur en Inde depuis le milieu des années 2000 et est probablement en voie d'extinction dans le sud-ouest de l'Inde et au Pakistan. Sur l'île de Java, les populations de Chats pêcheurs sont estimées à une cinquantaine de sujets reproducteurs dans le milieu des années 1990 à la suite du déboisement des mangroves.
Le Chat pêcheur est protégé sur une grande partie de son aire de répartition. La chasse est interdite sur l'ensemble du territoire du Bangladesh, de Birmanie, du Cambodge, de Chine, d'Inde, d'Indonésie, du Népal, du Pakistan, du Sri Lanka et de la Thaïlande. La chasse est régulée au Laos. Le Bhoutan et le Viêt Nam n'offrent aucune protection en dehors des aires protégées. Au Népal, l'espèce est considérée comme en danger d'extinction ; sa distribution mal connue inclut la région du Terraï. L'espèce est listée en annexe II de la CITES, ce qui signifie que le commerce de l'espèce est soumis à une réglementation et à un contrôle élevés.
En Inde, les actions de protection sur le Chat pêcheur permettent également de préserver les populations de Loutre à pelage lisse (Lutrogale perspicillata).

### Présence dans les aires protégées
Le Chat pêcheur est présent dans les parcs nationaux du Chitwan, de Shuklaphanta et de Bardia ainsi que dans la réserve faunique de Koshi Tappu et le lac de barrage Jagdishpur au Népal, les parcs nationaux de Corbett, Dudhwa et Kaziranga en Inde, le parc national de Madura Oya (Sri Lanka), les Sundarbans (Inde, Bangladesh), les parcs nationaux de Kaeng Krachan, Huai Kha Khaeng, Khao Sam Roi Yot et Thale Noi en Thaïlande et le parc national d'Ujung Kulon et de Pulau Dua à Java et le parc national de Botum Sakor au Cambodge. 
Lors d'une étude réalisée au Sri Lanka de 2015 à 2017, la présence du Chat pêcheur a été confirmée près de Ritigala, Gal Oya, Dehigahaela, Dunumadallawa et dans les hauts plateaux du centre de Sri Lanka. L'ensemble des pièges photographiques se sont déclenchés la nuit. La présence dans le parc national de Gal Oya et le parc national de Wilpattu est également documentée.
Le Chat pêcheur était présent au parc national de Keoladeo en Inde, où l'une des premières études scientifiques sur ce félin a été réalisée, mais l'espèce est à présent considérée comme extirpée dans cette région indienne.

### Présence en captivité

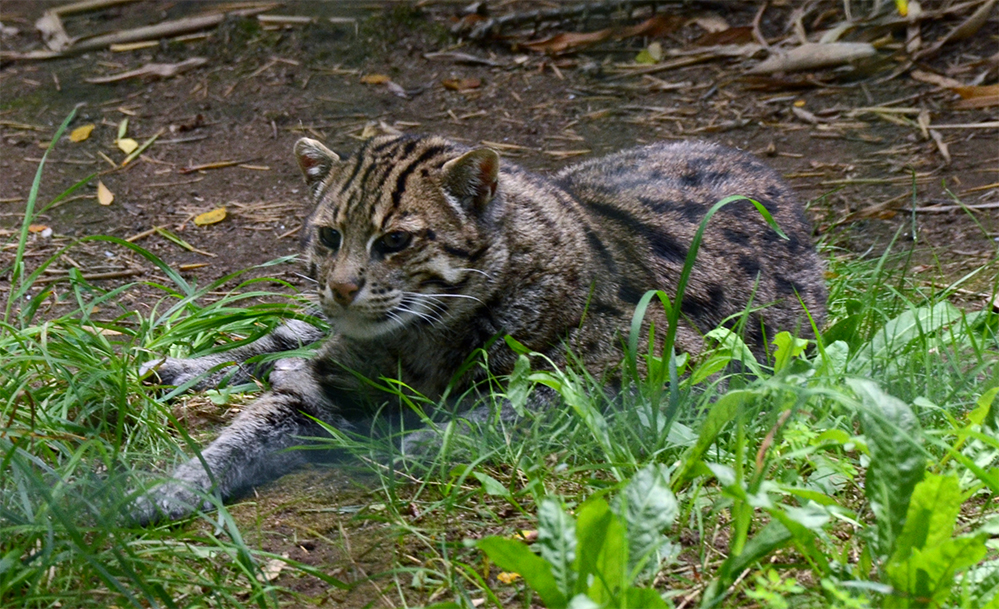
Chat viverrin, Zoo de Pont-Scorff, Morbihan, France

Afin d'assurer la pérennité de la population captive, le Chat pêcheur est l'objet d'un programme d'élevage européen en captivité (EEP) géré par le zoo de Děčín en République tchèque et d'un programme américain pour les espèces menacées (SSP) géré par le zoo de Riverbanks (en) en Caroline du Sud aux États-Unis. En juin 2025, deux chatons naissent au zoo de La Flèche.

## Dans la culture
Dans les mangroves du Godavari en Inde, les pêcheurs locaux décrivent la technique de chasse à l'affût du Chat pêcheur comme « Matumeeda unna pilli » qui signifie en télougou « embuscade du chat silencieux ».